# Fritz Moser
Fritz Moser, född 11 februari 1901 och död 10 september 1978, var en österrikisk hastighetsåkare på skridskor och roddare. Han deltog i Sankt Moritz 1928. Han tävlade på 500 m, 1 500 m och 5 000 m. I rodd deltog han i Berlin 1936 i dubbelsculler.